# Planetariu

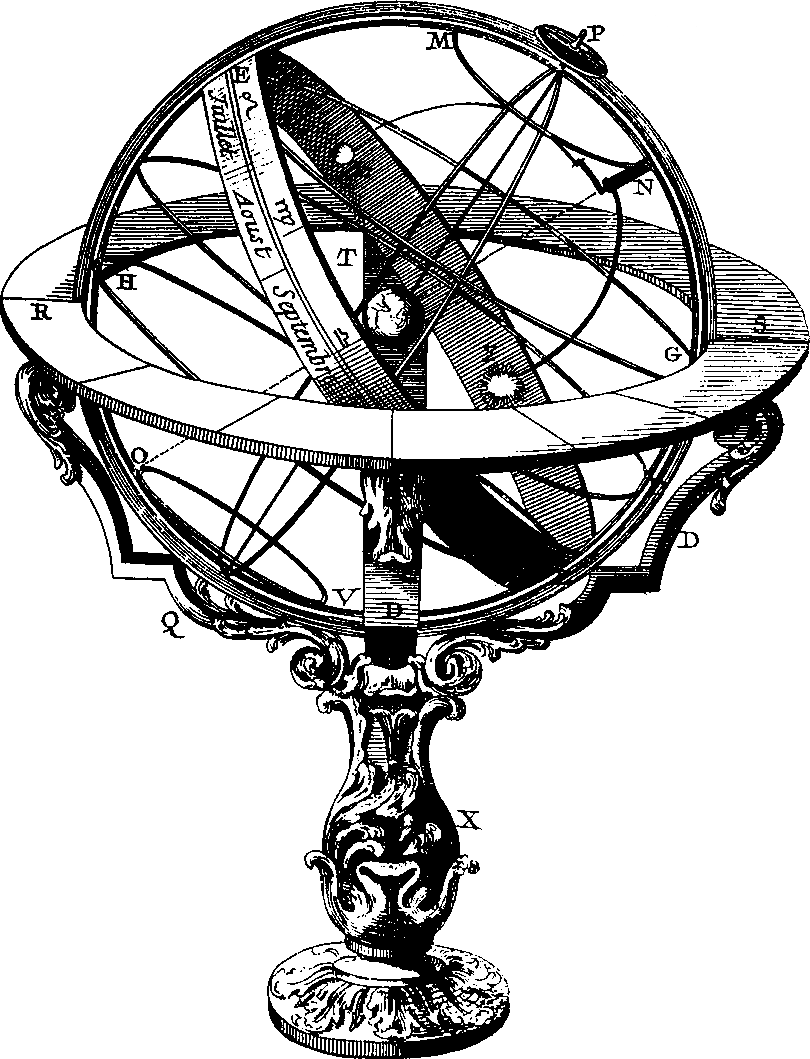
O sferă armilară

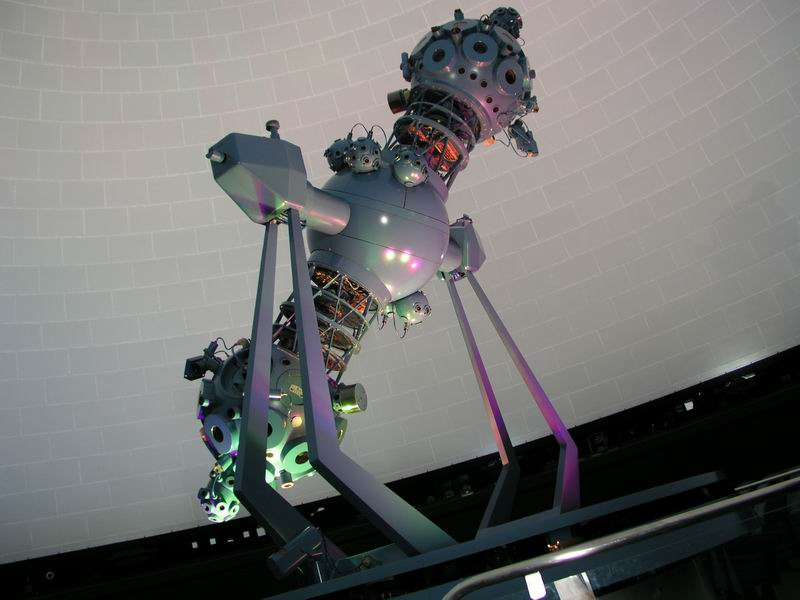
Proiector pentru Planetarium fabricație Carl Zeiss

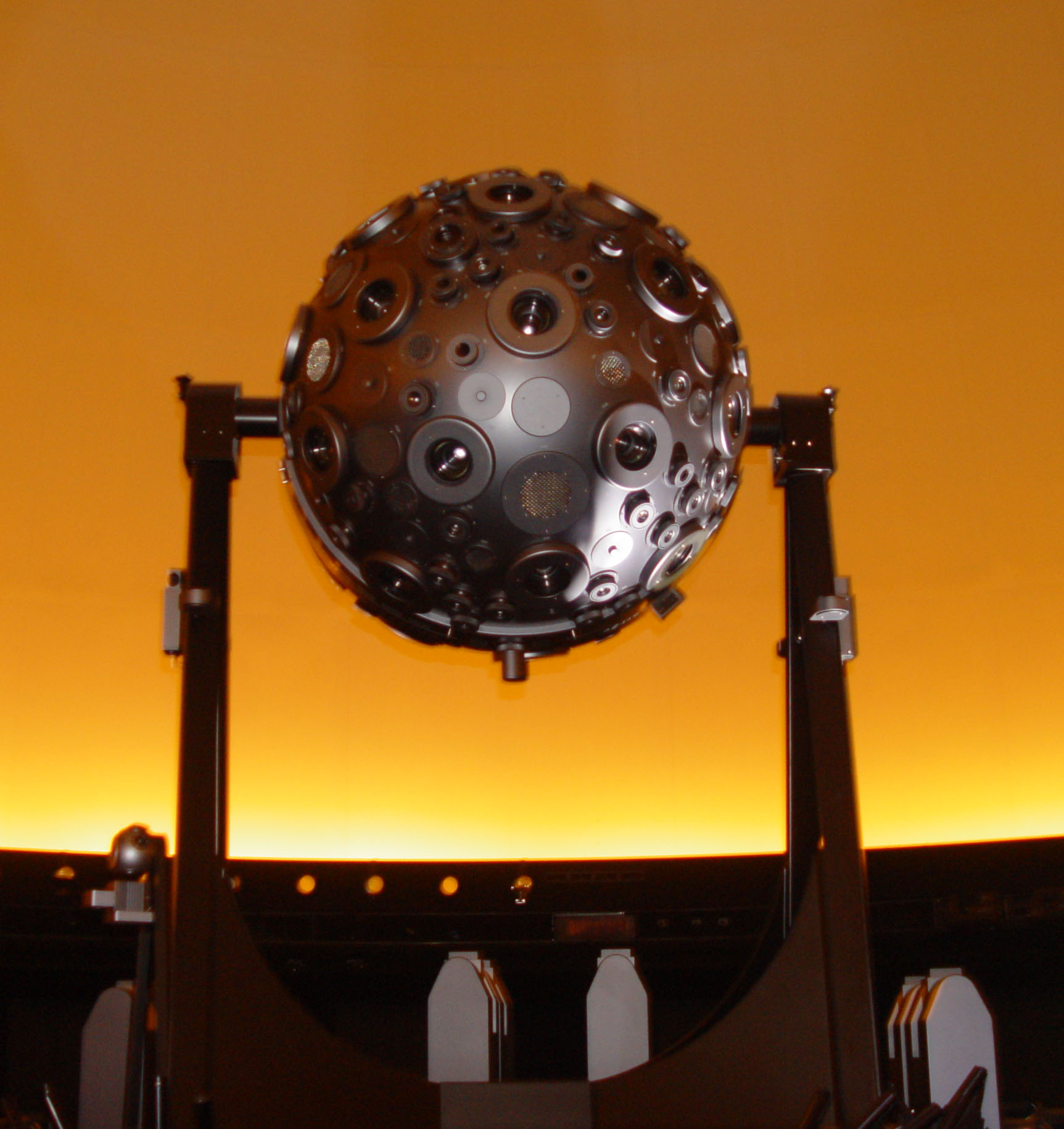
Proiector Carl-Zeiss modern - Modelul 8

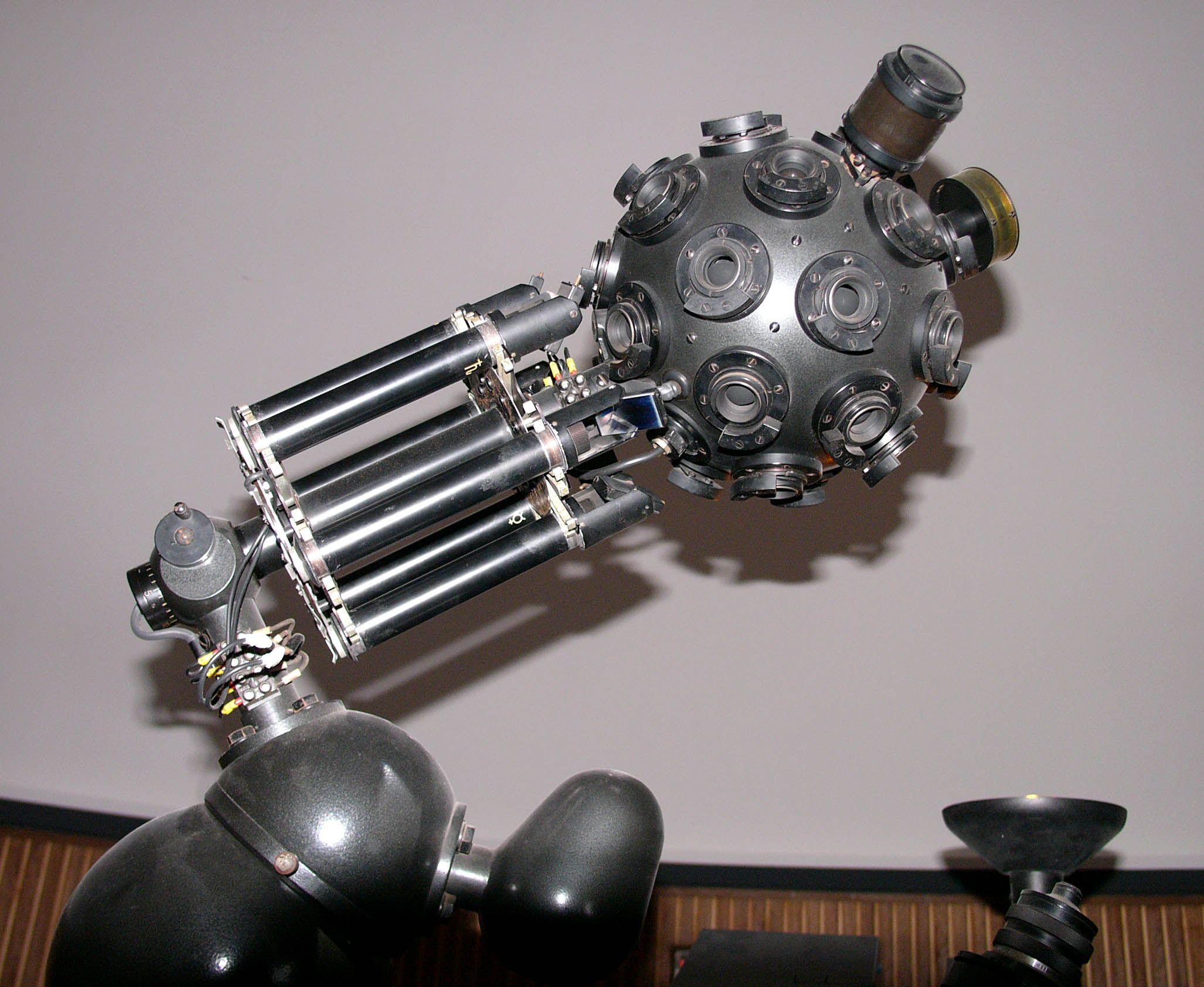
Cel mai mic Proiector Zeiss

Planetariu la început a fost conceput ca o mecanism construit cu scopul de a prezenta planetele și orbita de rotație a acestora, mai târziu această concepție a fost schimbată, iar, în momentul actual planetarium este o încăpere (sală) cu tavanul sub formă de cupolă pe care sunt prezentate cerul cu corpurile cerești, cu ajutorul unui proiector.

## Auditoriu și cupolă
Planetarii există în multe orașe aici vizitatorii de vârste diferite pot viziona stând pe scaune (așezate concentric) ca la un cinematograf rularea filmului, care este proiectat pe un tavan sub formă de cupolă care pentru o vizionare optimală în mod frecvent are o înclinație de 30°.
Cupola este construită cel mai frecvent din plăci metalice de o formă concavă, prevăzut cu difuzoare.

## Proiectorul stelar
Este un proiector prevăzut în centru cu o cupolă cu deschideri rotunde,sub care se află proiectorul propriu zis. Proiectoarele mai vechi care transmiteau imaginile prin deschiderile rotunde al cupolei sunt treptat înlocuite de proiectoare moderne care funcționează pe baza tehnicii cu fibre de sticlă.
Corpurile cerești care î-și schimbă poziția ca soarele, luna, planetele sunt proiectate de proiectoare separate, pentru a crea senzația de mișcare pe bolta cupolei.
Prin rotația proiectorului în jurul axei sale se realizează o imagine a boltei cerești care se schimbă în funcție de timp, latitudinea și longitudinea geografică, unele proiectoare pot prezenta stele sau grupări de stele cu calea laptelui.

## Tipuri de proiectoare

### Proiectoare-dia
Aceste proiectoare pot înlocui proiectoarele stelare, care în mod obișnuit sunt amplasate pe pereți laterali sub cupolă, care sunt mai multe la număr, fiind uneori cuplate cu un proiector stelar pe care-l întregesc.

### Proiectoare video
Se utilizează pentru prezentarea imaginilor mobile, acum acestea sunt înlocuite aparate LCD (ecran cu cristal lichid) și DLP (Digital Light Processing) acestea fiind prevăzute cu un sistem de oglinzi microscopice.

### Proiectoare laser
Acestea asigură o imagine cu lumină puternică, culori fenomenale, contrast foarte bun, motiv pentru care vor înlocui treptat proiectoarele de generație mai veche. Cele mai noi generații de astfel de proiectoare sunt de fabricație (Zeiss ADLIP, E&S Digistar Laser) acestea realizând imagini optice cu calități deosebit despre cerul înstelat.

## Galerie de imagini

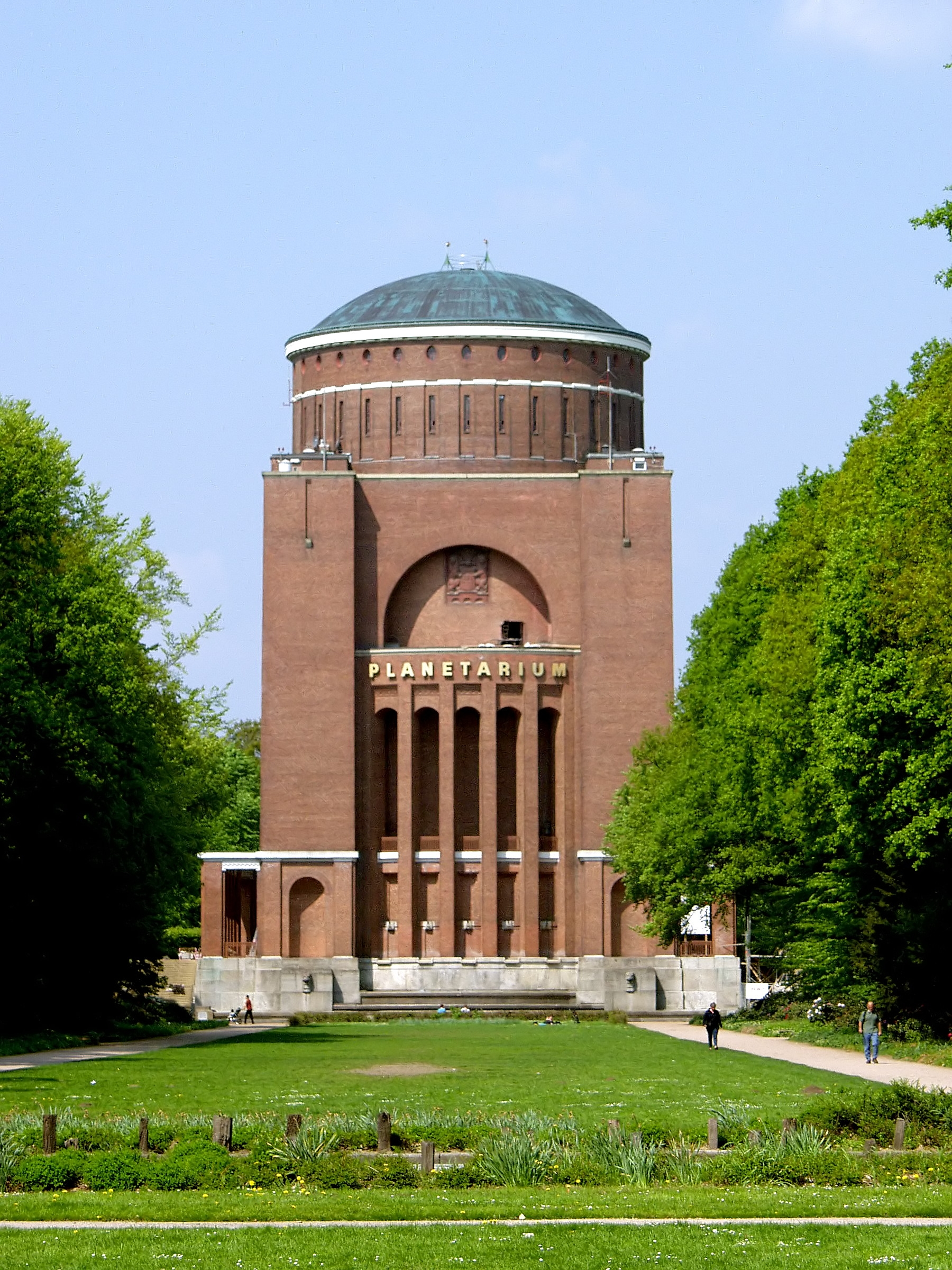
Planetariumul din Hamburg
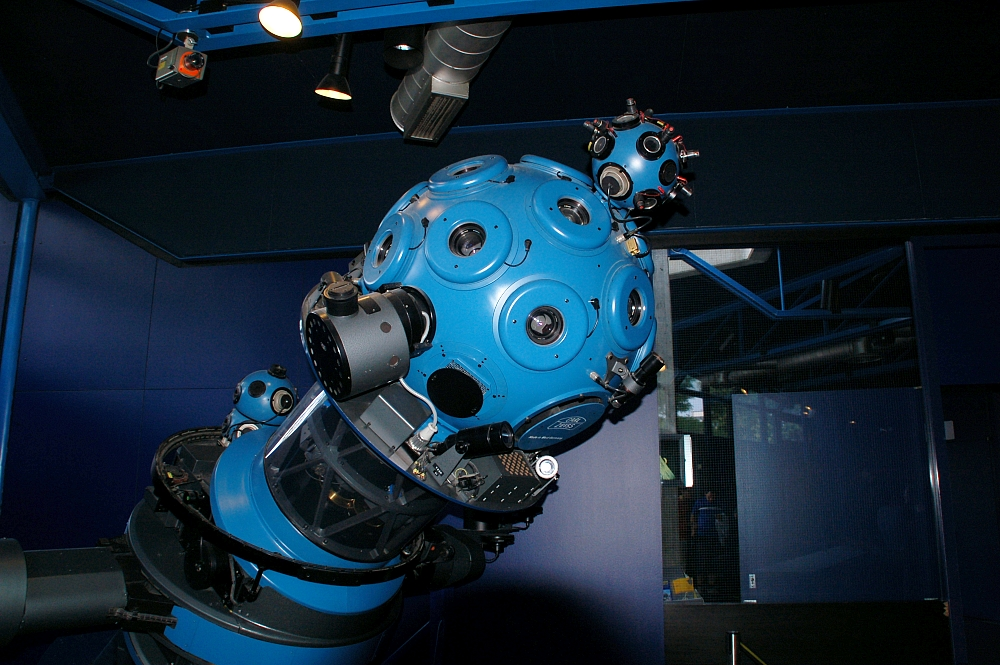
Proiector Zeiss, Modell VI, 1968
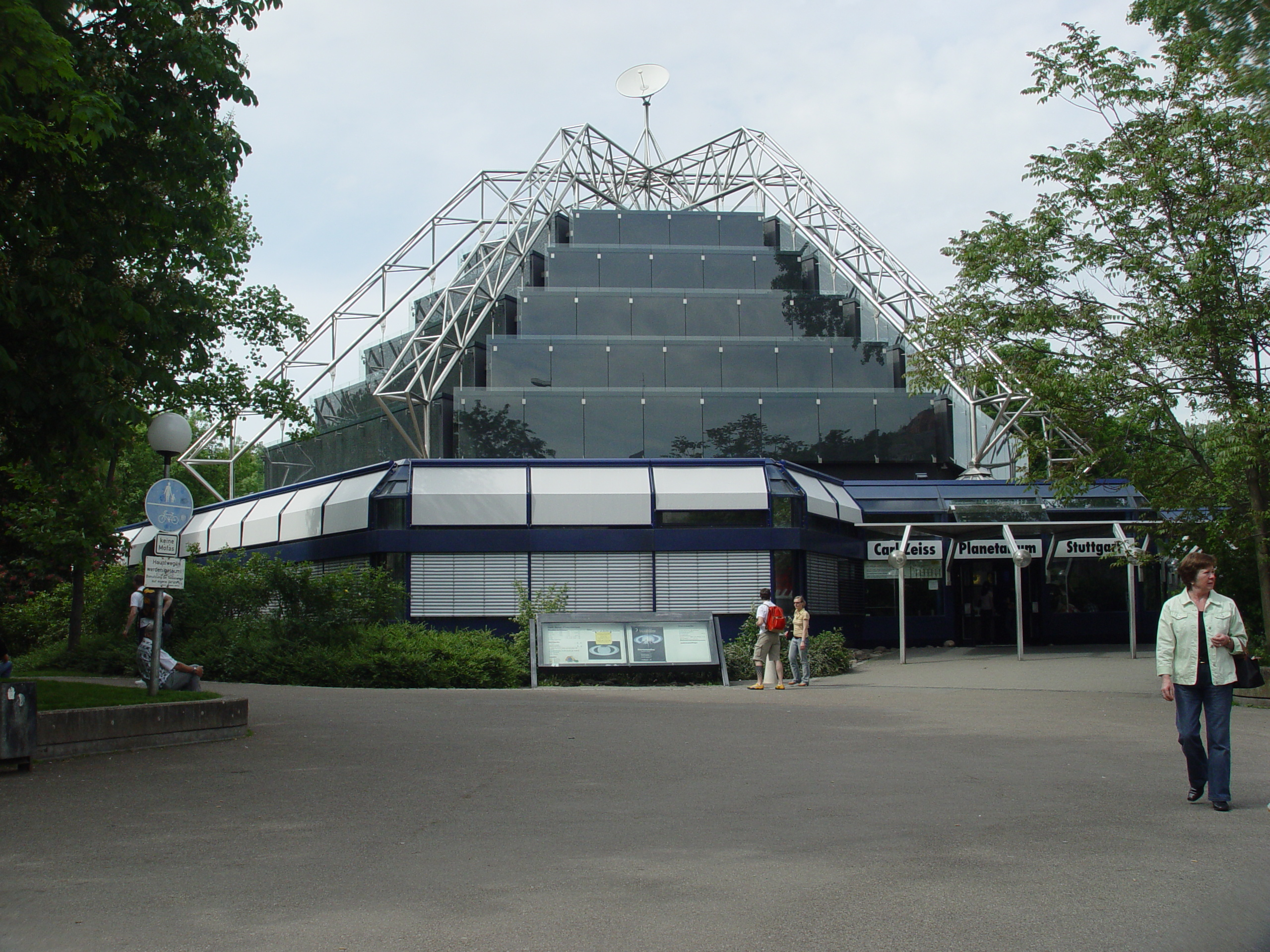
Planetariumul Carl-Zeiss din Stuttgart